# Paterson (Washington)
Paterson és una comunitat no incorporada al comtat de Benton, Washington, Estats Units, a la riba nord del Colúmbia a la cruïlla de les rutes 14 i 221 de l'estat de Washington. Rebé el nom del colon pioner  Henry Paterson.

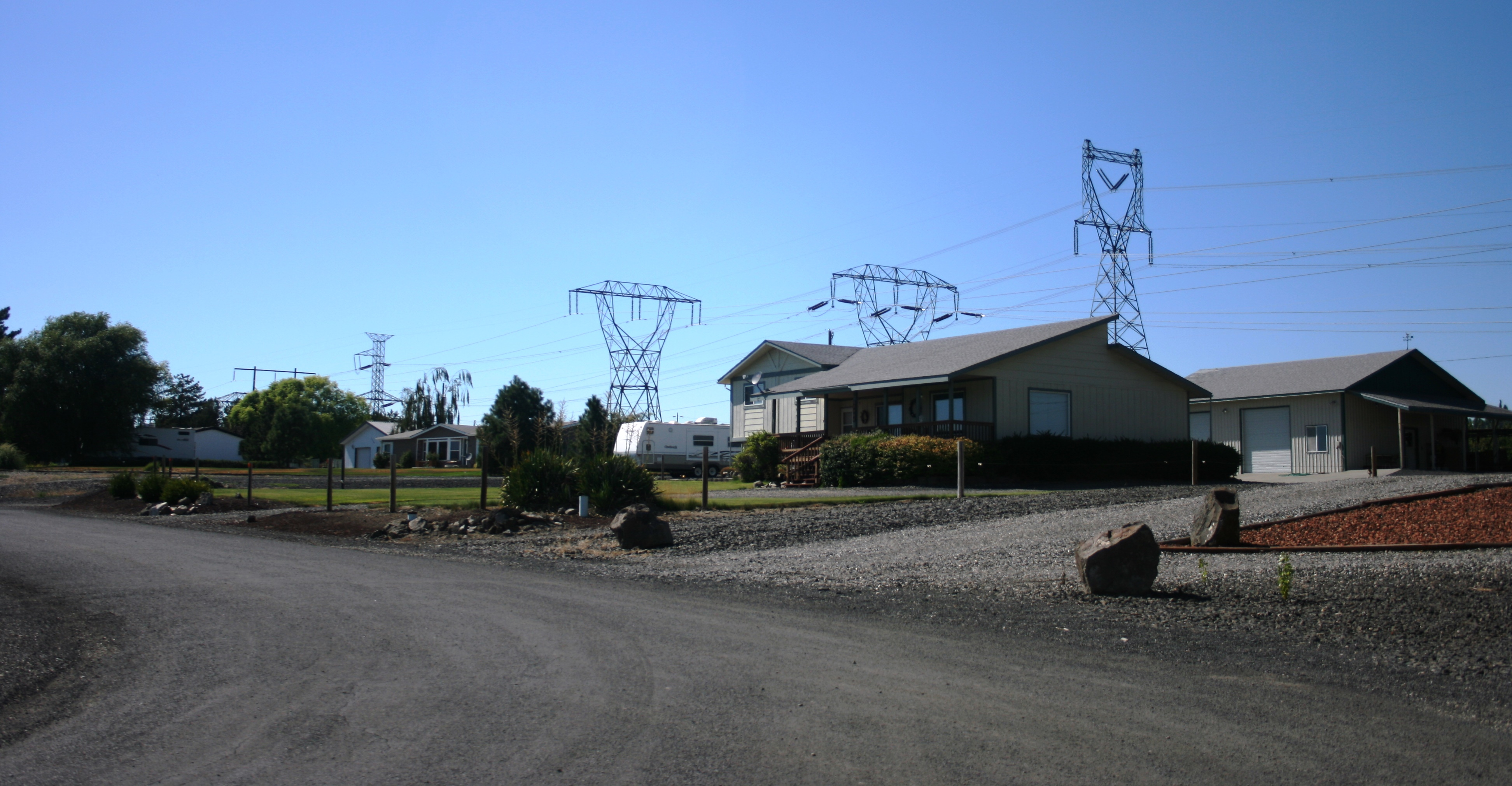
Zona residencial de Paterson (juliol del 2013)

D'acord al sistema de classificació climàtica de Köppen, Paterson té un clima semiàrid, abreujat "BSk" als mapes climàtics.